# Albi fuori serie di Legs Weaver
Gli albi fuori serie di Legs Weaver sono pubblicazioni che esulano dalla serie regolare di Legs Weaver, che la Sergio Bonelli Editore ha affiancato alle storie inedite con cadenza perlopiù annuale. L'elenco comprende i seguenti:
- Speciale Legs Weaver, albi con cadenza annuale di formato consueto, ma con un numero maggiore di pagine. Ad essi viene allegato, fino al numero 4, May, un albo completo di 36 pagine;
- Legs e le Paladine, volumi cadenza irregolare e che differiscono dagli albi classici solo per una maggiore foliazione e nei quali normalmente sono ricompresi più episodi;
- Maxi Legs, albi annuali di grande formato.

## Speciale Legs Weaver
| Nr. | Titolo                     | Pubblicato il | Soggetto                      | Sceneggiatura                   | Disegni                             | Copertina    |
| --- | -------------------------- | ------------- | ----------------------------- | ------------------------------- | ----------------------------------- | ------------ |
| 1   | La regina bianca           | novembre 1996 | Antonio Serra                 | Antonio Serra                   | Luca Enoch                          | Mario Atzori |
| 2   | Nel paese delle meraviglie | novembre 1997 | Stefano Piani                 | Stefano Piani                   | Patrizia Mandanici                  | Mario Atzori |
| 3   | Le aquile di Kane          | giugno 1998   | Federico Memola               | Federico Memola / Stefano Piani | Matteo Resinanti                    | Mario Atzori |
| 4   | L'immortale                | giugno 1999   | Mario Alberti                 | Mario Alberti                   | Mario Alberti                       | Mario Atzori |
| 5   | Dietro la maschera         | aprile 2000   | Antonio Serra                 | Stefano Piani / Antonio Serra   | Francesca Palomba                   | Mario Atzori |
| 6   | La Legs Furiosa            | maggio 2001   | Antonio Serra / Stefano Piani | Antonio Serra / Stefano Piani   | Ugo Verdi                           | Mario Atzori |
| 7   | La Signora del Male        | giugno 2002   | Stefano Piani                 | Stefano Piani                   | Maurizio Gradin                     | Mario Atzori |
| 8   | I demoni del Nord          | marzo 2003    | Antonio Serra / Stefano Piani | Antonio Serra / Stefano Piani   | Ugo Verdi                           | Mario Atzori |
| 9   | Nuova Londra               | agosto 2003   | Stefano Piani                 | Stefano Piani                   | Anna Lazzarini / Patrizia Mandanici | Mario Atzori |
| 10  | Api assassine              | novembre 2004 | Alberto Ostini                | Alberto Ostini                  | Francesco Rizzato                   | Mario Atzori |

Agli speciali sono stati allegati i seguenti volumetti:
- Speciale n. 1: May la ladra  (Soggetto e sceneggiatura: Antonio Serra - Disegni: Giancarlo Olivares - Copertina: Mario Atzori)
- Speciale n. 2: May - La collana della regina  (Soggetto e sceneggiatura: Antonio Serra - Disegni: Vanna Vinci - Copertina: Mario Atzori)
- Speciale n. 3: May - Il cacciatore e la preda  (Soggetto: Antonio Serra - Sceneggiatura: Angelica Tintori - Disegni: Vanna Vinci - Copertina: Mario Atzori)
- Speciale n. 4: May - Guardie e ladri  (Soggetto: Antonio Serra - Sceneggiatura: Angelica Tintori - Disegni: Vanna Vinci - Copertina: Mario Atzori)

## Legs e le Paladine
| Nr | Titolo                | Pubblicato il | Soggetto                      | Sceneggiatura                 | Disegni                       | Copertina         |
| -- | --------------------- | ------------- | ----------------------------- | ----------------------------- | ----------------------------- | ----------------- |
| 1  | Il potere di Iside    | dicembre 1998 | Antonio Serra                 | Antonio Serra                 | Antonella Platano             | Antonella Platano |
| 2  | Il ritorno dei demoni | dicembre 1999 | Antonio Serra                 | Antonio Serra / Stefano Piani | Anna Lazzarini e Lola Airaghi | Anna Lazzarini    |
| 3  | L'ultima profezia     | febbraio 2001 | Antonio Serra / Stefano Piani | Stefano Piani                 | Francesco Rizzato             | Francesco Rizzato |
| 4  | Darkthanatos!         | marzo 2002    | Antonio Serra / Stefano Piani | Antonio Serra / Stefano Piani | Mario Atzori                  | Mario Atzori      |

## Maxi Legs
| Nr. | Titolo                   | Pubblicato il | Soggetto         | Sceneggiatura    | Disegni         | Copertina    |
| --- | ------------------------ | ------------- | ---------------- | ---------------- | --------------- | ------------ |
| 1   | Un rapimento impossibile | giugno 2003   | Riccardo Secchi  | Riccardo Secchi  | Melissa Zanella | Mario Atzori |
| 1   | Destini incrociati       | giugno 2003   | Riccardo Secchi  | Riccardo Secchi  | Mario Alberti   | Mario Atzori |
| 1   | Missione tra i ghiacci   | giugno 2003   | Angelica Tintori | Angelica Tintori | Simona Denna    | Mario Atzori |